# Uranotaenia machadoi
Uranotaenia machadoi is een muggensoort uit de familie van de steekmuggen (Culicidae). De wetenschappelijke naam van de soort is voor het eerst geldig gepubliceerd in 1986 door da Cunha Ramos.